# ジュアン・マラガイ
ジュアン・マラガイ （Joan Maragall i Gorina, 1860年10月10日 - 1911年12月10日）は、カタルーニャの詩人・ジャーナリスト。カタルーニャ現代詩を代表する人物の1人である。
19世紀にカタルーニャ知識人たちが中心となったラナシェンサ（カタルーニャ・ルネサンス運動）に参加していた。彼は450以上の文学作品（記事、散文、伝記など）を生み出した。彼はジャーナリストとしてディアリ・デ・バルセロナ紙、ラ・ベウ紙上で活動し、それは社会的に大きな影響を与える、彼の視点を投影させる有効な手段の1つとなった。
彼はゲーテ、ニーチェ、ノヴァーリスらドイツ文学者の作品をカタルーニャ語に翻訳し紹介した。
1人の人物としてマラガイはカトリック信仰篤い人物で、強い政治的意見を持っていた（カタルーニャ・ナショナリズム政党に近い意見を持っていたが政治に関わることはなく、選挙への出馬要請を固辞し続けた）。1898年に発表された『スペインへのオード』（Oda a Espanya）や、イベリスモにおいて、彼の影響は多かれ少なかれカタルーニャ内で多く衆目に触れた。
彼の子孫は政治の世界に進む者が多く、孫の1人パスクアル・マラガイは、バルセロナ市長、ジャナラリター代表を務めた。

## 言葉
- 「自分を育んでくれた祖国（パトリア）を持たぬ人は、自分自身になれずに、方向を見失った根なし草である。」[2]